# António Pimenta Ribeiro
António José Pimenta Ribeiro (1 de Abril de 1901 – Arcos de Valdevez – 6 de Setembro de 1974) foi um médico de Arcos de Valdevez, onde exerceu uma atividade multifacetada, totalmente dedicada à sua terra natal, durante cerca de cinquenta anos. Também foi poeta, tendo a sua obra poética sido recolhida e compilada em livro já postumamente, antologia que foi editada pelo pelouro da cultura da Câmara Municipal, em 2002, aquando da homenagem que a edilidade lhe dedicou no âmbito do centenário do seu nascimento.

## O arcuense
Nasceu, viveu e morreu em Arcos de Valdevez. Foi pai de 12 filhos e avô de 32 netos. Amante apaixonado da sua terra, deixou a sua devoção indelevelmente marcada em crónicas de jornal de cariz social e memorialista, assim como na sua poesia, sobretudo os poemas sobre a realidade sociocultural dos Arcos de Valdevez e catalogados no capítulo sob o título: “Variações”, coligidos por M. Raquel Pimenta Ribeiro, J. Raul Santos Costa, A. Pedro Santos Costa, e A. Mariz Pimenta Ribeiro, publicados na edição da sua Obra Poética. No dizer de António Cacho: “uma terra tão bela, tão sedutora e tão amiga, como ela não havia outra em todo o mundo.”

## O médico
Após a sua licenciatura em Medicina, pela Universidade de Coimbra, abriu consultório de Clínica Geral em Arcos de Valdevez, e nunca mais parou até à morte, em 6 de Setembro de 1974. Dos cargos médicos, no âmbito da sua atividade clínica local, podem resumir-se:
1. Médico Municipal
2. Médico perito do Tribunal
3. Médico da Guarda Nacional Republicana
4. Diretor do Hospital de Arcos de Valdevez
5. Subdelegado de Saúde
6. Provedor da Santa Casa da Misericórdia

## O professor
Foi professor da disciplina de Ciências Naturais no Externato Municipal Arcuense desde a sua fundação, entre 1942 e 1970, tendo desde 1963 mudado o nome para Externato Liceal Arcuense. Para além de ter sido professor e Co-Fundador da única escola liceal que servia os concelhos de Arcos de Valdevez e Ponte da Barca, exerceu durante alguns anos o cargo de Diretor desta instituição de ensino.

## O jornalista
Colaborou no Jornal Notícias dos Arcos, um quinzenário local, com uma crónica de crítica social e memorialista sob o título “Bilhete Postal”, a qual conseguiu alimentar durante muitos anos, praticamente até ao fim da vida. Também foi Diretor deste Jornal durante muitos anos.

## O poeta
Vazou muito do seu lirismo leve, por vezes gracioso, nos moldes tradicionais da quadra e do soneto. A sua Antologia está dividida nas seguintes partes: Primeiros Acordes: primeiros poemas, sobre familiares e amizades; Arranjos: poemas recitados nas reuniões de curso; Movimentos Perpétuos: poemas de afeto amoroso; Variações: poemas sobre a realidade sociocultural, principalmente de Arcos de Valdevez.